# 川棚郵便局
川棚郵便局（かわたなゆうびんきょく）は、長崎県東彼杵郡川棚町にある郵便局。民営化前の分類では集配特定郵便局であった。

## 概要
住所：〒859-3699 長崎県東彼杵郡川棚町栄町79-2
川棚町の中心部にあり、JR川棚駅前交差点に面している。

## 沿革
- 1874年（明治7年）12月16日 - 川棚郵便取扱所を中組郷宿に開設[1]。
- 1875年（明治8年）1月1日 - 川棚郵便局（五等）となる[2]。
- 1885年（明治18年）10月1日 - 貯金取扱を開始。
- 1886年（明治19年）3月[3] - 三等郵便局となる。
- 1891年（明治24年）2月16日 - 為替取扱を開始。
- 1921年（大正10年）9月 - 電信電話業務を開始。
- 1944年（昭和19年）2月16日 - 特定郵便局から普通郵便局に局種別改定[4]。
- 1953年（昭和28年）8月 - 電報電話局を分離。
- 1956年（昭和31年）10月11日 - 電話通話および和文電報受付事務の取扱を開始[5]。
- 1963年（昭和38年）4月 - 局舎新築落成。
- 1995年（平成7年）7月2日 - 普通郵便局から特定郵便局に局種別改定。
- 2007年（平成19年）10月1日 - 民営化に伴い、併設された郵便事業大村支店川棚集配センターに一部業務を移管。
- 2012年（平成24年）10月1日 - 日本郵便株式会社発足に伴い、郵便事業大村支店川棚集配センターを川棚郵便局に統合。

## 取扱内容
- 郵便、印紙、ゆうパック、内容証明
- 貯金、為替、振替、振込、国際送金、国債
- 生命保険、バイク自賠責保険
- ゆうちょ銀行ATM
- 東彼杵郡川棚町内の集配業務

## 周辺
- 川棚町役場
- 川棚警察署
- 国立病院機構長崎川棚医療センター
- 長崎県立川棚高等学校
- 長崎県立桜が丘特別支援学校
- 川棚川

## アクセス
- JR大村線 川棚駅からすぐ
- 西肥バス・東彼杵町営バス 川棚バスセンター下車
- 長崎自動車道 東そのぎICから北西へ約7km、西九州自動車道 波佐見有田ICから南へ約11km
- 国道205号沿い
- 駐車場あり：12台